# Morebilus graytown
Morebilus graytown là một loài nhện trong họ Trochanteriidae. Loài này phân bố ở Nam Úc en Victoria.